# Martínkov (Loučovice)
Martínkov (něm. Martetschlag) je zaniklá ves v katastrálním území Mnichovice u Loučovic, 2 km jihozápadně od Vyššího Brodu.

## Historie
První písemná zmínka o vsi Martinkow pochází z roku 1379. Název vsi se odvinul od jména Martínek. Německý název vsi vznikl z názvu Martins schlag (Martinova paseka). Ve 3. čtvrtině 19. století byl Martínkov osadou obce Krásná Pole (tehdy Schonfelden). Později byl osadou obce Mnichovice, v roce 1950 byl osadou obce Loučovice, v dalších letech při sčítání jako osada zanikl.

## Vývoj počtu domů a obyvatel

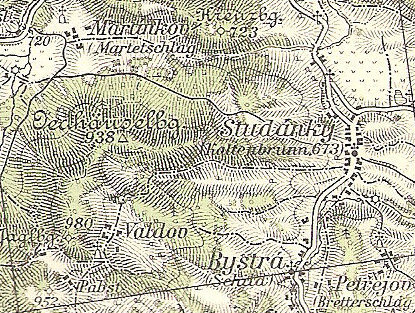
Martínkov na historické mapě (1929)

| 1869 | 1880 | 1890 | 1900 | 1910 | 1921 | 1930 | 1950 |
| 9    | 9    | 9    | 8    | 8    | 9    | 8    | 1    |

| 1869 | 1880 | 1890 | 1900 | 1910 | 1921 | 1930 | 1950 |
| 64   | 61   | 62   | 62   | 42   | 66   | 81   | 8    |